# زول (بازی ویدئویی)
«زول» (انگلیسی: Zool) یک بازی ویدئویی در سبک سکوبازی است که توسط کمودور اینترنشنال و در سال ۱۹۹۲ و در پلت‌فرم‌های Acorn Archimedes، داس، آمیگا، آتاری اس‌تی، سوپر نینتندو، و سگا مگا درایو منتشر شده است.